# Markbeech
Markbeech (även: Mark Beech) är en ort i grevskapet Kent i sydöstra England. Orten ligger i distriktet Sevenoaks och civil parishen Hever, cirka 4,5 kilometer sydost om Edenbridge. Tätorten (built-up area) hade 281 invånare vid folkräkningen år 2021.